# 1274年
| 千纪： | 2千纪 |
| 世纪： | 12世纪 \| 13世纪 \| 14世纪                                                                                 |
| 年代： | 1240年代 \| 1250年代 \| 1260年代 \| 1270年代 \| 1280年代 \| 1290年代 \| 1300年代                           |
| 年份： | 1269年 \| 1270年 \| 1271年 \| 1272年 \| 1273年 \| 1274年 \| 1275年 \| 1276年 \| 1277年 \| 1278年 \| 1279年 |
| 纪年： | 甲戌年（狗年）；元至元十一年；南宋咸淳十年；越南寳符二年；日本文永十一年                                   |

## 大事记
- 亚洲
  - 第一次元军侵日战争，又稱文永之役。
  - 大都宮闕告成，元世祖忽必烈首次在大明殿舉行朝會，接受皇太子、諸王、百官以及高麗國王王禃所派使節的朝賀。
  - 根據《東方見聞錄》，20歲的馬可波羅於夏季在大都謁見元世祖忽必烈。
  - 宋度宗趙禥去世，皇子趙㬎繼位，是為宋恭帝。
  - 忽必烈向行中書省及蒙古、漢軍萬戶千戶軍士發佈問罪于宋的詔書《興師征南詔》。
  - 忽必烈遣安童輔佐那木罕西征海都。
  - 高麗忠烈王從元大都返回開城即位。
- 歐洲
  - 8月19日——因參與第九次十字軍東征而長期滯留海外的愛德華一世正式加冕為英格蘭國王。
  - 教宗額我略十世在第二次里昂大公會議號召再次發動十字軍東征，但無人響應。
  - 條頓騎士團佔領位於海爾斯堡（里茲巴爾克-瓦爾明斯基）的古普魯士人起義軍司令部，結束整場普魯士起義。

## 逝世
- 3月7日——湯瑪斯·阿奎那，歐洲中世紀經院派哲學家和神學家。
- 8月12日——宋度宗趙禥，南宋第6位皇帝。
- 高麗元宗王禃，王氏高麗第24代君主。
- 劉秉忠，元朝政治人物，官至宰相，上都、大都的建造設計者。